# Wandeko Pipoca
Wanderley Tribeck (Vacaria, 4 de fevereiro de 1951 – Balneário Camboriú, 18 de junho de 2024), mais conhecido como Wandeko Pipoka, foi um pastor evangélico, comediante e apresentador brasileiro.
Ficou conhecido com o primeiro interprete do palhaço Bozo na televisão.
Era pastor da Assembleia de Deus em Criciúma.

## Carreira

### Bozo
Wandeko tentava a vida no Show de Calouros quando, em 1980, recebeu uma ligação do cantor Ary Sanches, que trabalhava na então TVS na época. Convidado, fez um teste para ser o palhaço Bozo. Larry Harmon, dono dos direitos autorais do Bozo, aprovou Wandeko, que foi contratado no mesmo ano, desbancando gente consagrada, como Moacyr Franco.
De 1980 até 1982 na TVS (atual SBT), Wandeko Pipoca comandou e apresentou o programa infantil Bozo. Depois, desentendeu-se com a direção e saiu da emissora de Silvio Santos. Boatos afirmam que discordou de Silvio Santos e não topou fazer gincanas por telefone. Wanderley tinha fama de malandro e marrento nos bastidores, não decorava textos e falava palavrões fora do ar.
Gravou um disco e um compacto como Bozo. O LP rendeu um disco de ouro e outro de Platina.
Em 1982, após o nascimento de sua filha, saiu do hospital (onde ela nasceu) maquiado e foi dirigindo para gravar o programa.
Ele afirmou que na época tinha o maior salário da TV brasileira e recebia em dólar.

### A Turma da Pipoca
Em 1982, briga com a direção da emissora e sai do comando do programa, deixando a vaga para Luís Ricardo. Rumores dão conta que Pipoca não tinha muito jeito com as crianças. Apesar dessa fama, a TV Gazeta resolveu contratá-lo e investiu no projeto de levar o mundo circense para à televisão criando em 1983 o programa infantil "A Turma da Pipoca", que inicialmente ficou a cargo de Wandeko.
Vários testes foram realizados com os 15 palhaços de todo o Brasil para compor o elenco das esquetes de humor ao lado de Wandeko. Alguns bons palhaços passaram no teste, entre eles, a dupla Eduardo dos Reis e Carlos Alberto de Oliveira, respectivamente o Atchim e o Espirro (Atchim & Espirro).
Inicialmente, Espirro tinha outro nome e trabalhava com seu filho a partir de 1982 até 1985, mas, quando a Turma da Pipoca passou por reformulações deixando apenas os dois palhaços no elenco, Eduardo e Carlos resolveram montar a dupla, rebatizando o personagem de Carlos Alberto de Oliveira. Atchim e Janela, atualmente Espirro, recebiam cartas de pessoas de todas as idades, as quais gostavam da dupla e queriam conhecê-la.

### Desentendimento na Gazeta e Brincando na Paulista
Com o desentendimento de Wandeko Pipoca com a direção da TV Gazeta e o sucesso que a dupla de palhaços vinha fazendo em suas esquetes no programa, a direção entregou ao Atchim e Espirro a continuação do programa, nascendo assim o Brincando na Paulista em 1985. Wandeko também foi apresentador dos infantis de várias emissoras, depois que passou pelo SBT e pela Gazeta, como o Palhaço Pipo na Band.

### Depressão, drogas e conversão
Com a oscilação na carreira, acabou entrando em depressão, se tornou usuário de drogas e perdeu tudo, chegando a viver como mendigo em Balneário Camboriú. Tempos depois, se converteu e tornou-se evangélico. É convertido desde agosto de 2000 e começou a pregar o Evangelho em 2011.
Montou um restaurante em Balneário Camboriú chamado Ex-Petinho do Wandeko, que durou 12 anos.
Em 2010, foi candidato a deputado federal pelo estado de Santa Catarina.
Em 2014, trabalhou como comerciante em uma loja de roupas em Balneário Camboriú.
Em 2023 lançou sua autobiografia, Da morte para a vida, narrando sua carreira desde o início, o sucesso com Bozo e a vida longe do estrelato.

## Morte
Tribeck morreu aos 73 anos na noite de 18 de junho de 2024, em Balneário Camboriú, após sofrer um infarto na manhã do mesmo dia.